# Луганяно Вал д'Арда
Луганя̀но Вал д'А̀рда (на италиански: Lugagnano Val d'Arda, на местен диалект Lügagnan, Люганян) е малко градче и община в северна Италия, провинция Пиаченца, регион Емилия-Романя. Разположено е на 229 m надморска височина. Населението на общината е 4293 души (към 2010 г.).